# 藤乃えみ
藤乃 えみ（ふじの えみ、6月16日 - ）は、日本の漫画家。静岡県出身。女性。血液型A型。デビュー作は『乙女系゛女子（おとめゲーじょし）』。

## 略歴
- 2010年 - 第501回別マまんがスクールにて、努力賞+ベスト賞受賞。受賞作である『乙女系゛女子（おとめゲーじょし）』でデビューした（当時26歳）[2][注 1]。
- 2017年 - 12月より休筆中[3]。

## 作品リスト
全て集英社、マーガレットコミックスから刊行されている。
- なるこう飼育部[注 2][注 3]（2013年3月25日発売[4]、『別冊マーガレット』2011年12月号別冊ふろく『別マex「クリスマス」』、『別冊マーガレットsister』2012年1月増刊号、4月増刊号、『別冊マーガレット』2012年6月号別冊ふろく『別マTWO』vol.1 - 8月号別冊ふろく『別マTWO』vol.3、『別冊マーガレット』2012年8月号 - 2013年3月号、ISBN 978-4-08-845018-6、全1巻）
- なるこう飼育部039（オーサンキュー）!（2014年3月25日発売[5]、『別冊マーガレット』2013年1月号別冊ふろく『別マTWO』Vol.7、4月号別冊ふろく『別マTWO』Vol.9 - 7月号別冊ふろく『別マTWO』Vol.12、『別冊マーガレットsister』2013年4月増刊号、7月増刊号、9月増刊号、12月増刊号、『ザ マーガレット』2013年2月号 - 2014年4月号、ISBN 978-4-08-845185-5、全1巻）
- 春斗くんと千春ちゃんがじれったい[注 4][注 5]（『別冊マーガレット』2016年4月号別冊ふろく『dcolle』12号[6]、『別冊マーガレットsister』2016年6月増刊号 春フェスVOL.2[7]、『別冊マーガレット』2016年7月号[8][9] - 2017年5月号[10]、『別冊マーガレット WEBコミック』2016年6月13日配信分[8][9] - 2016年9月13日[11]、既刊1巻）
  1. 2016年12月22日発売[12]、マーガレットコミックスDIGITAL、『別冊マーガレット』2016年4月号別冊ふろく『dcolle』12号[6]、『別冊マーガレット』2016年7月号[8][9] - 12月号、『別冊マーガレット WEBコミック』2016年6月13日配信分[8][9] - 9月13日配信分

### アンソロジー
- 東日本大震災チャリティー漫画本 PARTY! SORA[注 6][13]（2011年8月5日発売[14]、メディアパル、ISBN 978-4-89610-202-4）
  - 埴輪男子[15]

### イラスト
- 別マのアニマロジィ[注 7]（『別冊マーガレット』2015年1月号[16] - 2017年3月号[17]）

### 単行本未収録作品
- 乙女系゛女子（おとめゲーじょし）（『ザ マーガレット』2010年5月号、デビュー作）
- 埴輪男子（『デラックスマーガレット』2010年5月号、『ザ マーガレット』2010年8月号、10月号、12月号、2011年1月号）
- スプリッコ（『別冊マーガレットsister』2011年4月増刊号）
- イケメン銭湯（原案：綾咲見鈴、漫画：藤乃えみ、『ザ マーガレット』2016年2月号）
- 当馬くんと透子ちゃんもじれったい（『別冊マーガレット』2017年12月号[18] - 2018年2月号[19]）

## 関連人物
- アルコ[20] - デビュー時の特別審査員。